# Salvatore Gambino
Salvatore Gambino (Hagen, 1983. november 27. –) német születésű olasz labdarúgó, a Trapani Calcio középpályása, de csatárként is bevethető.